# Kovács Károly (plébános)
Kovács Károly (Zsibó, 1868. november 4. – Budapest, 1945. november 1.) plébános.

## Életútja
Kovács József és Brunner/Brenner Anna iparos szülők fia. Apja Erdélyből kiszármazott elszegényedett nemes székely család ivadéka. Kovács Károly a gimnáziumot Zilahon, Nagyváradon és Egerben, a teológiát szintén Egerben hallgatta. 1892. március 31-én miséspappá szentelték. 
1893-ban Kápolnán, Kálon és Gyöngyöshalászon, 1894-ben Tardon, 1895-ben Dévaványán, 1897 augusztusától Törökszentmiklóson volt káplán. 1898-től Újhután, 1902-től Nagybátonyban lelkész, 1913 és 1916 között nyugdíjas. 1916-től Felsőtárkány lelkésze volt, 1929-től mint nyugdíjas Gyöngyösön élt.
Beszélyeket és tárcákat írt a Magyar Szemlébe és Alkotmányba.

## Művei
- Történetek, Rajzok, elbeszélések. Eger, 1896. (Ism. Irodalmi Szemle 8. sz. Egri Hiradó 64. sz., Közművelődés 34. sz., Kath. Szemle, M. Szemle, Kath. Hitvéd. Folyóirat)
- Búzavirágok. Eger, 1902